# Hapalogenys kishinouyei
Hapalogenys kishinouyei är en fiskart som beskrevs av Smith och Pope, 1906. Hapalogenys kishinouyei ingår i släktet Hapalogenys och familjen Hapalogenyidae. Inga underarter finns listade i Catalogue of Life.